# Регламент CIPC
Регламент CIPC (Comite International des Pipe Clubs) — збірка уніфікованих правил для проведення чемпіонатів з повільного паління люльки серед клубів, які входять до складу англ. CIPC, з метою створення єдиної нормативної бази рекордів (досягнень), які офіційно визнаються по всьому світу всередині даної організації. Регламент був створений та узгоджений у 1996 році на генеральній асамблеї англ. CIPC у місті Грац, переглянутий та доповнений у 1997 році.

## Ціль змагання
Метою змагання є визначення учасника чи команди, які зможуть палити люльку довше всіх інших учасників без повторного прикурювання. Кожен учасник або команда повинні використовувати однакову кількість тютюну, однакові люльки і тампери.

## Умови участі
Пункт 1. До змагань допускаються особи, які досягли 18 років і є членами люлькових клубів, що входять до складу національної асоціації, яка є членом англ. CIPC.
Пункт 2. Організатори змагань мають право обмежувати число учасників. При цьому ліміт повинен бути встановлений в момент, коли асоціація призначає організатора змагань.

## Тютюн
Пункт 3. Учасники використовують тільки той тютюн, який був обраний організаторами.
Пункт 4. Кількість використовуваного тютюну становить три грами.
Пункт 5. Організатори повідомляють назву вибраного тютюну і повну програму заходу не пізніше, ніж за два місяці до початку змагання.

## Люлька
Пункт 6. Перед початком змагань організатори надають однакові люльки всім учасникам.
Пункт 7. Люльки мають бути виготовлені з бріару, прямої і класичної форми, з або без змінного фільтру, здатні вмістити як мінімум три грама тютюну. Люльки надаються клубом, що організовує змагання.
Пункт 8. Організатори оголошують точні характеристики люльки змагань, згідно з пунктом 7, заздалегідь, за 2 місяці до початку змагання. За запитом клубів, організатори також зобов'язані вислати люльку за відповідну плату.
Пункт 9. Якщо люлька має фільтр, учасник має право його зняти.

## Журі
Пункт 10. Журі має абсолютні повноваження і має складатися щонайменше з п'яти осіб:
- президент англ. CIPC або його представник
- ведучий змагань (представник люлькового клубу організатора), в чиї обов'язки входить призначення людей, що стежать за часом, оголошення рішень і результатів та, в разі необхідності, проміжні підсумки змагань.
- як мінімум три члена журі, які є президентами національних люлькових клубів або їх представниками, призначаються на зустрічі англ. CIPC за день до змагань.

Пункт 11. Кожна група з десяти учасників контролюється як мінімум одним стюардом-розпорядником. Стюарди-розпорядники призначаються ведучими змагань. Вони контролюють хід змагань, учасників і заповнюють реєстраційні картки, що лежать перед кожним учасником, вказуючи результат. Стюарди-розпорядники роздають люльки та інші предмети, вказані у пункті 16. У разі необхідності, вони звертаються до журі за інструкціями. Журі може замінити стюарда в ході змагань у випадку необхідності.

## Учасники
Пункт 12. Кожен учасник отримує ідентифікаційну карту з номером; також йому можуть видати карту з ім'ям, яку слід розташовувати на видному місці. Кожен учасник займає місце (стіл і стілець), відповідно номеру, зазначеному в картці.
Пункт 13. Учасникам дозволяється користуватися дерев'яним тампером п'ятнадцяти міліметрів у діаметрі і довжиною сто міліметрів, який надається організатором
Пункт 14. За сигналом ведучого змагань, стюарди видають кожному учаснику по одній люльці; після перевірки учасником, її слід покласти перед собою. Будь-яка люлька з дефектами має бути замінена.
Пункт 15. За сигналом ведучого змагань, стюард поміщає один тампер, (з характеристиками, зазначеними в пункті 13) та один пакет тютюну перед кожним учасником. Учасникам забороняється чіпати тютюн до сигналу про початок змагань.
Пункт 16.
Стюард стежить, щоб перед учасником були тільки такі предмети:
- люлька;
- пакет з тютюном;
- дерев'яний тампер;
- два сірники в сірниковій коробці;
- аркуш паперу формату А-4;
- реєстраційна картка.

Кожен учасник повинен пам'ятати:
- Тампер можна використовувати лише, коли люлька знаходиться у роті;
- Сурово заборонено стукати і трясти люльку будь-якими способами і засобами;
- Учасник під час змагань має право на кілька секунд витягти мундштук з люльки, аби позбутися від вологи, що у ньому накопичилася;
- Аркуш паперу можна використовувати для протирання тампера під час змагань;
- Учасники можуть вилучати попіл з люльки, але не мають права поміщати назад тютюн, який випав під час цієї операції;
- Учасники можуть пити воду через десять хвилин після початку змагань;
- Не дозволяється підтримувати вогонь в люльці, дмухаючи в чашу ротом або носом. Це є підставою для дискваліфікації.

Пункт 17. За сигналом ведучого змагань учасники розкривають пакети з тютюном, і їм надається п'ять хвилин для набивання люльки.
Пункт 18. Тютюн можна подрібнювати тільки в період підготовки до паління (пункт 17).
Пункт 19. Учасникам забороняється зволожувати тютюн будь-яким способом.
Пункт 20. Учасникам забороняється розміщувати в люльці будь-які сторонні предмети, такі як: крейда, фільтри тощо.
Пункт 21. Після закінчення наданих п'яти хвилин, стюард прибирає залишки тютюну (якщо вони є).
Пункт 22. За сигналом ведучого змагань, учасники повинні розкурити свої люльки і з цього моменту починається відлік часу.
Пункт 23. Учасникам надається одна хвилина на розкурювання люльки, використовуючи один або обидва сірники. Зламаний сірник, або сірник що не запалився, має бути негайно замінений стюардом.
Пункт 24. Учасник, чия люлька згасла, повинен негайно вручити свою реєстраційну карту стюарду.
Пункт 25. Якщо у стюарда виникли підозри, що люлька згасла, він має право попросити учасника видихнути дим. Якщо люлька згасла, а учасник не дав сигналу про це, як це зазначено в пункті 24, стюард може звернутися до журі з питанням про дискваліфікацію учасника за недотримання принципів чесної гри.
Пункт 26. Дискваліфікований учасник повинен здати свою реєстраційну карту стюарду.
Пункт 27. У разі прогару люльки, журі дискваліфікує учасника.

## Реклама
Пункт 28. На одязі членів журі не повинно бути ніякої реклами або товарних знаків.

## Вступний внесок
Пункт 29. Організатори встановлюють суму вступного внеску, який сплачується кожним учасником і не відшкодовується; внесок повинен бути внесений до кінця терміну реєстрації, встановленим організаторами.
Пункт 30. Пізні внески можуть бути як прийняті, так і відхилені організаторами.
Пункт 31. На додаток до вступного внеску, кожен учасник повинен сплатити будь-які додаткові витрати, що були оголошені організаторами заздалегідь, які також не відшкодовуються.

## Остаточні результати
Пункт 32. Журі визначає фінальний список переможців. Рішенням журі остаточне і оскарженню не підлягає.

## Переможці в особистому заліку
Пункт 33. Переможцем стає учасник, який курив люльку довше від всіх, представив люльку без прогару і не порушив жодних інших правил. Журі перевіряє люльки перших десяти учасників на предмет прогару.
Пункт 34. Переможець оголошується чемпіоном «Світу», «Європи», «Азії», «Америки» тощо  у разі участі у відповідному змаганні.
Пункт 35. Організатори мають право визначати переможців в особливих номінаціях і можуть скласти особливий список переможців для жінок.

## Національний чемпіон
Пункт 36. Кожна команда складається з максимум п'яти осіб, чиї імена підтверджуються президентом національного люлькового клубу. У залік йде час, показаний трьома найкращими учасниками команди.
Пункт 37. Кожна команда складається з членів клубу, що входить в національну асоціацію. Команда може складатися з учасників різних статей.
Пункт 38. Країні-переможцю в командному заліку надається титул згідно з пунктом 34.

## Кубок світу
Пункт 39. Кожна команда складається з максимум 5 п'яти осіб, чиї імена підтверджуються люльковим клубом, який входить в національну асоціацію, яка є членом англ. CIPC. У залік йде час, показаний трьома найкращими учасниками команди.

## Претензії
Пункт 40. Учасники можуть подати апеляцію до журі проти рішення стюарда протягом п'ятнадцяти хвилин після закінчення змагання.
Пункт 41. Після закінчення зазначеного терміну (пункт 40) жодні апеляції не приймаються.
Пункт 42. Організатори не несуть відповідальності за будь-яку шкоду чи пошкодження, викликані предметами або людьми, незалежно від того є вони учасниками змагання чи ні.
Пункт 43. Беручи участь у змаганні, учасники автоматично погоджуються дотримуватися даних Правил змагання англ. CIPC.

## Угоди між національними клубами
Пункт 44. Клуби, що входять до складу CIPC, приймають ці правила, як єдині, для визначення переможців відповідно пунктів 34 і 38.
Пункт 45. Пункти 10, 11, 12, 16 (частина 6) і 36 можуть бути змінені національним люльковим клубом для проведення національних чемпіонатів. Титул національного переможця, тобто переможця серед національних клубів, вручається згідно з правилами, викладеними в пунктах з 33 по 39.
Пункт 46. англ. CIPC залишає за собою право виносити арбітражні рішення по спірних питаннях, у разі виникнення таких.

## Цікаві факти
- Рекорд з тривалості куріння згідно з регламентом англ. CIPC становить 3 години 33 хвилини і 6 секунд.
- Клуби люлькокурів з 29 країн входять до складу англ. CIPC (і відповідно, користуються його регламентом), а саме :
  - Австрія
  - Бельгія
  - Китай
  - Хорватія
  - Чехія
  - Данія
  - Франція
  - Німеччина
  - Велика Британія
  - Гонконг (окремо від КНР)
  - Угорщина
  - Італія
  - Японія
  - Латвія
  - Мексика
  - Нідерланди
  - Польща
  - Португалія
  - Румунія
  - Росія
  - Словенія
  - Іспанія
  - Швейцарія
  - Таїланд
  - Тайвань
  - Україна
  - США
  - Канада
  - Ізраїль
  - Литва